# الروضة (المنوفية)
الروضة إحدى قرى مركز بركة السبع التابع لمحافظة المنوفية بجمهورية مصر العربية.

## التاريخ
قرية الروضة من القرى القديمة، حيث وردت باسم «مكلبشو» في أعمال جزيرة قوسينا ضمن قرى الروك الصلاحي التي أحصاها ابن مماتي في كتاب قوانين الدواوين، كما وردت باسم «مكلبشو» في أعمال الغربية ضمن قرى الروك الناصري التي أحصاها ابن الجيعان في كتاب «التحفة السنية بأسماء البلاد المصرية». وفي العصر العثماني وردت باسم «كلبشو» في التربيع العثماني الذي أجراه الوالي العثماني سليمان باشا الخادم في عصر السلطان العثماني سليمان القانوني ضمن قرى ولاية الغربية، وفي تاريخ 1228هـ/1813م الذي عدّ قرى مصر بعد المسح الذي قام به محمد علي باشا باسم «كلبشو» ضمن قرى مديرية المنوفية. عند تأسيس مركز بركة السبع، اقتطعت القرية من مركز السنطة في محافظة الغربية، وضمت لمركز بركة السبع حديث الإنشاء. في سنة 1967م، تغير الاسم إلى الروضة.

## السكان
بلغ عدد سكان الروضة 11,726 نسمة، حسب الإحصاء الرسمي لعام 2006.